# Kristna församlingen i Brasilien
Kristna församlingen i Brasilien (portugisiska: Congregação Cristã no Brasil) (CCB) är ett brasilianskt evangelikalt pingstsamfund med 2,4 miljoner medlemmar i 17 000 församlingar. 
Den kristna församlingen, som har sina rötter i en väckelse bland italienare i Chicago 1907, kom 1910 till Brasilien genom missionären Louis Francescon. Kyrkan finns i USA, Kanada, Europa, Japan, hela Latinamerika, Syrien, Libanon och i många afrikanska länder.
Församlingens tro bygger på tolv trosartiklar. De tror på treenigheten, Bibeln och frälsning genom tron på Jesus Kristus. De tror på dopet i den helige Ande, Guds helande och mirakler. Kyrkan har två sakrament - vattendop genom nedsänkning och nattvarden. 
Den kristna församlingen har sina rötter i samma karismatiska tradition som pingströrelsen, men skiljer sig från den på flera områden: Pastorerna är obetalda lekmän (äldste) och diakoner. Något tionde förekommer inte.
Den unisona psalmsången ackompanjeras av orkester. Kvinnorna bär huvudduk under gudstjänsten. Medlemmarna hälsar traditionellt på varandra med frasen "Guds frid" och en helig kyss på kinden.